# Марцін Бельський
Марці́н Бельський (пол. Marcin Bielski; *1494, Біла — †18 грудня 1575, Паєнчно) — польський письменник та історіограф, автор низки поетичних і прозових творів, військовик.

## Життєпис
Народився у селі Біла (Ґміна Жонсня, Паєнчанський повіт, Лодзинське воєводство). Шляхтич гербу Правдич, сучасник Реформації і польського Відродження, належав до прогресивних діячів того часу. Здобував освіту при дворі мазовецького князя Януша III Мазовецького. Виступаючи проти середньовічної схоластики, писав свої твори рідною польською мовою, а не латиною, як це було заведено. Для свого часу був добре освіченою, а також спостережливою й проникливою людиною, яка цікавилась сучасним суспільним і політичним життям.
Він брав участь у битвах з татарами 1524 р. та 1534 р. Він служив у хоругві ротмістра Станіслава Балицького герба Задора. Перебував на службі у графа, маршалка великого коронного Петра Кміти, брав участь у війнах, зокрема, в битві 22 серпня 1531 року, що відбулася між військами молдавського господаря Петра IV Рареша і короля польського Сигізмунда I Старого під Обертином на Покутті (нині Івано-Франківська область).
Він довго жив у Кракові. У 1540 р. одружився зі спадкоємицею господаря маєтку Біла Шляхетська, Семиковській-Окшицовні. І за назвою села взяв собі прізвище Бельський. Він зазнав впливу Реформації, але він ніколи не розривав життя в католицтві.
У віці 80 років він ще працював над четвертим виданням свого літопису, яке його син Йоаким завершив і продовжив. Помер в 1575 р. в Паєнчно, де і похований.
У 1603 р. як автор він був включений до першого польського Індексу заборонених книг, створеного за ініціативою єпископа Бернарда Мацейовського.

## Праці
Найвизначнішою працею Бельського є «Хроніка всього світу» — перший у польському письменстві огляд всесвітньої історії. За життя автора вона видавалася тричі: 1551, 1554 та 1564 років. «Хроніка» істотно вплинула на східнослов'янську (зокрема українську) історіографію; тут міститься чимало цінних відомостей про історію України (початки козацтва, народні рухи 1590-х років тощо).
Описуючи під 1489 роком похід королевича Яна I Альбрехта проти татар у Східне Поділля, М. Бельський зазначає, що польське військо могло успішно просуватись у подільських степах лише завдяки тому, що шлях йому показували тамтешні козаки, які добре знали свою місцевість. У іншому місці під 1516 роком, говорячи про виправу хмільницького старости Предслава Лянцкоронського на Білгород (Аккерман) із загоном козаків, зауважує, що «лише з цього часу з'явились у нас козаки». Можливо це треба розуміти так, що, на думку Бельського, приблизно з того часу у окремих польських магнатів з'явились козаки-служебники, тоді як козаків у власному розумінні слова він називає у своїй звістці під 1489 роком. Звернув увагу і на невпинне зростання козацтва, говорить також про переслідування козаків польською владою, зокрема за Стефана Баторія. Порівняно багато місця відводить боротьбі козаків із турецько-татарською агресією.
Також перу Бельского належить «Хроніка Польська». Вперше «Хроніка Польська» була видана 1597 року його сином Йоахимом. Пізніше її видавали ще кілька разів 1764, 1829, 1833 та 1856 років.
Підготовлену до друку працю по смерті батька видав 1597 року його син Йоахім — королівський секретар.
- Zywothy Philozophow, to iest mędrczow nauk przyrodzonych. Y też innych mężow, cnotami ozdobionych ku obyczajnemu nauczaniu człowieka każdego…, 1535;
- Kronika, to jest historja świata 1550 ;
- Wersja cyfrowa w PBI Kronika wszystkiego świata, изд. 1551, 1554, 1564;
- wersja cyfrowa PBI Kronika polska. Kraków, 1597
- Sen majowy pod gajem zielonym jednego pustelnika, 1586;
- Sejm niewieści, 1586
- Rozmowa nowych prorokow dwu baranow o jednej głowie …, 1587.
- Sprawa rycerska — віршований виклад обов'язків воїна
- Сатири. Краків. 1890.

## Твори М. Бєльського у польській цифровій бібліотеці Polona
Твори М. Бєльського у польській цифровій бібліотеці Polona
- Kronika wszytkiego świata, wyd. 1551, 648 e-pages.
- Kronika polska Marcina Bielskiego nowo wydana, wyd. 1597, 838 e-pages.